# 馬場目村
馬場目村（ばばめむら）は、秋田県中央部に位置していた村。「馬場野目（ばばのめ）」とも。

## 歴史
- 1889年4月1日 - 町村制施行により馬場目村発足。
- 1955年3月31日 - 五城目町，大川村，内川村，富津内村と合併して五城目町となった。